# 툴라 (사르데냐)
툴라(사르데냐어: Tùla)는 이탈리아 사르데냐주 사사리도에 있는 코무네이다. 칼리아리 북쪽으로 약 170 킬로미터 (110 mi), 사사리 (사르데냐) 동쪽으로 약 35 킬로미터 (22 mi) 떨어져 있다. 2004년 12월 31일 기준으로 인구는 1,664명이고 면적은 65.6 제곱킬로미터 (25.3 mi2)이다.
툴라는 다음 지자체와 접경한다: 에룰라, 오스키리, 오지에리, 템피오파우사니아.
툴라는 자녀 다섯 명의 실종으로 알려진 이탈리아계 미국인 조지 소더의 고향으로 알려져 있다.